# Josef Loos (Politiker, 1954)
Josef Loos (* 13. Mai 1954 in Illmitz) ist ein österreichischer Politiker (SPÖ) und Beamter. Er war von 2000 bis 2015 Abgeordneter zum Burgenländischen Landtag.

## Ausbildung und Beruf
Loos besuchte die Volksschule in Illmitz und die Hauptschule in Neusiedl am See. Danach absolvierte er von 1968 bis 1971 die Handelsschule in Bruck an der Leitha. Loos arbeitete von 1971 bis 1974 als Bankangestellter in Bruck und leistete von 1973 bis 1974 den Präsenzdienst ab. 1974 trat er in den Landesdienst ein (Biologische Station). Von 1998 bis 2000 war er im Vorstand des WLV Nördliches Burgenland. 

## Politik
Loos war von 1982 bis 1992 SPÖ-Gemeindevorstand in Illmitz und hatte zwischen 1992 und 1997 das Amt des Vizebürgermeisters inne. 1997 wurde er zum Bürgermeister der Gemeinde gewählt. Innerparteilich war Loos von 1992 bis 1997 Ortsparteivorsitzender der SPÖ und wurde 1982 zum Mitglied des SPÖ-Bezirks- und Landesparteivorstand gewählt. Zudem war er Mitglied und bis 2000 Obmann der Landesparteikontrolle. Loos ist Gründungs- und Vorstandsmitglied des ARBÖ und der Naturfreunde und sitzt seit 1994 im Nationalparkvorstand. 
Loos vertrat die SPÖ seit dem 28. Dezember 2000 im Landtag und war Bereichssprecher des SPÖ-Landtagsklubs für die Agenden Tourismus, Naturschutz sowie Land- und Forstwirtschaft.

## Privates
Loos ist verheiratet.